# Талієв Валерій Іванович
Вале́рій Іва́нович Талі́єв  (10 (22) лютого 1872, Лукоянов — 21 лютого 1932) — український і російський ботанік ерзянського походження.

## Біографія
Народився в ерзянському містечку Лукоянові (тепер Нижньогородської області).
Закінчив природно-історичне відділення фізико-математичного факультету Казанського університету (1894, Татарстан) і медичний факультет Харківського університету (1897, Україна).
Працював військовим лікарем у м. Феодосії (1897-1899). З 1900 приват-доцент Харківського університету. Одночасно викладав ботаніку в Харківському ветеринарному і медичному інститутах. З 1919 — професор Петровської сільськогосподарської академії (нині Московська сільськогосподарська академія імені К. А. Тімірязєва).
Книга В. Талієва "Охраняйте природу! (1914)" стала першим виданим в Україні виданням, присвяченим питанням охорони природи.

## Праці
Основні праці з географії рослин, теорії еволюції, біології і морфології рослин тощо; серед ін. досліджував флору Південної України, рослинність крейдяних відкладів та ін. Підкреслював роль людини і тварин у поширенні рослин на Землі, безлісся степів пояснював діяльністю людини.
Автор підручників ботаніки та визначників рослин Європейської частини СРСР.
Талієв — піонер охорони природи в Україні. Керівник Харківського товариства дослідників природи.

## Вшанування пам'яті
Щорічно з 2005 року в Харківському університеті проводяться Всеукраїнські наукові Таліївські читання, що об'єднують науковців у галузі екології різних регіонів України, які обговорюють на них сучасні проблеми раціонального природокористування та охорони природи, екологічний стан компонентів і комплексів довкілля, наукові та освітянські проблеми заповідної справи в Україні.
Іменем Валерія Івановича Талієва названо низку видів рослин, серед яких:
- Волошка Талієва (Centaurea taliewii Kleop.)
- Келерія Талієва (Koeleria talievii Lavrenko)
- Сиренія Талієва (Syrenia talijevii Klokov)
- Смілка Талієва (Silene taliewii Kleop.)
- Шипшина Талієва (Rosa talijevii Dubovik)
- Юринея Талієва (Jurinea talievii Klokov)

## Важливі цитати
```
«
В Россіи, благодаря меншей густотѣ населенія, большой площади угодій, находящіхся во владѣніи государства и крупных землевладельцевъ, и малой интенсивности землепользованія, до сихъ поръ является легко возможной не только охрана по мелочамъ, отдельныхъ памятниковъ природы, но и выдѣленіе, болѣе значительных заповѣдных участков или резерватовъ
»
[
4
]
```